# Matheus Ueta
Matheus Ueta Lima (São Paulo, 23 de maio de 2004), é um ator, apresentador, dublador e gamer brasileiro.

## Carreira
Começou sua carreira aos 3 anos fazendo campanhas publicitárias para marcas de roupas e brinquedos. Sua primeira vez na TV foi em 2007, no comercial da empresa Líder Brinquedos. Depois participou da Campanha do agasalho de 2008, no mesmo ano do comercial para a empresa Parmalat em Os Mamíferos da Parmalat - X-Games Brasil e comerciais da rede Magazine Luiza em 2009. Em 2010, fez participações especiais no programa O Melhor do Brasil da Record TV, e no mesmo ano fez comerciais para o banco Itaú e um comercial de Dia dos Pais para a rádio Kiss FM. Mas foi em 2012 que Matheus interpretou seu primeiro personagem, quando estreou como Kokimoto Mishima no remake brasileiro da telenovela infantil Carrossel.
Após a novela Carrossel, a convite do Silvio Santos passou a apresentar os programas Bom Dia & Cia, Sábado Animado e Clube do Carrossel no SBT ao lado de Ana Zimerman em 2013. No mesmo ano, fez dublagens para o Carrossel em Desenho Animado, e no final do ano foi convidado pelo Maurício de Sousa Produções para dublar o personagem Bidu, no especial de Natal do desenho infantil de histórias em quadrinhos Turma da Mônica.
Em 2014, Matheus seguiu apresentando Bom Dia & Cia e Sábado Animado -  que lhe rendeu o Troféu Internet na categoria "Melhor Programa Infantil". Ainda em 2014, fez participações especiais na série Spin-off Patrulha Salvadora. Em 2015, estreou seu primeiro longa metragem no cinema, Carrossel - O Filme onde viveu novamente o personagem Kokimoto Mishima.
Ainda em 2016, Matheus esteve no filme Carrossel 2: O Sumiço de Maria Joaquina e gravou sua primeira canção, "Coisa de Moleque" (não lançada). Em Julho de 2016, apresentou o Bom Dia & Cia especial de férias por alguns dias e nesse mesmo período dublou no Disney Channel Brasil o Ninja Noturno, no desenho animado Pj Masks. No final de 2016, Matheus estreou nos palcos o espetáculo "O Que Você Vai Ser Quando Crescer?", dando vida ao menino 'JC' - um garoto curioso e repleto de dúvidas sobre seu futuro, e nesse mesmo projeto gravou a canção "O Que Você Vai Ser Quando Crescer?".
Em 2017, apresentou pela última vez o matinal Bom Dia & Cia (Bom Dia & Cia Férias), e no mesmo ano  novamente dublou o personagem Bidu, da série de histórias em quadrinhos Turma da Mônica. No final do ano, o ator estreou como protagonista em Peter Pan (musical) e logo após, emprestou sua voz ao personagem Cyrus Goodman, do seriado Andi Mack do Disney Channel. No final de 2017, Matheus lança seu primeiro livro, "Os Invisíveis e o Amuleto da Serpente".
Em 2018, atuou como Daniel no filme Os Exterminadores do Além Contra a Loira do Banheiro do Danilo Gentili. Ainda em 2018, interpretou no teatro um personagem que sempre quis viver, "O Pequeno Príncipe". No final de 2018, descobriu sua paixão por E-Sports, principalmente CS:GO, e então aos 14 anos criou seu próprio time de Gamers, a "Tox1c Gamer E-Sports". 
Em 2019, Matheus volta a TV onde estreia em Casakadabra na TV Cultura, para dar vida ao Dante um garoto curioso, corajoso, e muito avoado. Ainda nesse ano, reestreiou o Peter Pan (musical) no Teatro Bradesco.  No final de 2019, participou do Dancing Brasil Junior da Record sendo um dos dançarinos a competir. Ao final da competição, ficou como Vice-campeão.
Em 2020, Matheus torna-se integrante do time academy da Vivo Keyd, sob o nome uetA e passa a ser um CS:GO Player professional de e-Sports. No final de 2020, um ano de treinos intensivos, vitórias e conquistas, Matheus "uetA" torna-se vencedor do Prêmio Matheus "brutt" Queiroz de Jovem do Ano, organizado pela DRAFT5 (relacionado a Games).

## Filmografia

### Televisão
| Ano     | Título                        | Papel            | Notas                  |
| ------- | ----------------------------- | ---------------- | ---------------------- |
| 2012–13 | Carrossel                     | Kokimoto Mishima | Elenco Principal       |
| 2013    | Clube do Carrossel            | Apresentador     | Kokimoto               |
| 2013–15 | Bom Dia & Cia                 | Apresentador     |                        |
| 2013    | Carrossel Especial de Natal   | Kokimoto Mishima | Especial de fim de ano |
| 2014    | Sábado Animado                | Apresentador     |                        |
| 2014    | Patrulha Salvadora            | Katomoto         | Part. Especial         |
| 2015–16 | Carrossel Animado             | Apresentador     |                        |
| 2016    | Bom Dia & Cia                 | Apresentador     | Especial de Férias     |
| 2017    | Bom Dia & Cia                 | Apresentador     | Especial de Férias     |
| 2018    | Dancing Brasil Junior         | Participante     | Vice-campeão           |
| 2019    | Escola de Gênios              | Rick             | Part. Especial         |
| 2019    | Casakadabra                   | Dante            |                        |
| 2021    | Exterminadores do Além        | Daniel           |                        |
| 2023-24 | A Infância de Romeu e Julieta | Leon             |                        |

### Cinema
| Ano  | Título                                            | Papel            | Notas            |
| ---- | ------------------------------------------------- | ---------------- | ---------------- |
| 2015 | Carrossel - O Filme                               | Kokimoto Mishima |                  |
| 2016 | Carrossel 2: O Sumiço de Maria Joaquina           | Kokimoto Mishima |                  |
| 2018 | Exterminadores do Além Contra a Loira do Banheiro | Daniel           |                  |
| 2020 | A Garota Invisível                                | Téo              | Netflix          |
| 2022 | Hora de Brilhar                                   | Téo              | Original Disney+ |

### Dublagem
| Ano  | Título                       | Papel            | Notas             |
| ---- | ---------------------------- | ---------------- | ----------------- |
| 2013 | Turma da Mônica              | Bidu             | Especial de Natal |
| 2016 | Carrossel em Desenho Animado | Kokimoto Mishima |                   |
| 2017 | Turma da Mônica              | Bidu             |                   |
| 2017 | Andi Mack                    | Cyrus Goodman    |                   |
| 2017 | PJ Masks                     | Ninja Noturno    |                   |
| 2020 | Cyber Hero                   | Avatar uetA      | Jogo eletrônico   |

## Teatro
| Ano  | Título                             | Papel            | Notas     |
| ---- | ---------------------------------- | ---------------- | --------- |
| 2016 | O Que Você Vai Ser Quando Crescer? | JC               |           |
| 2016 | Shrek                              | Gato de Botas    |           |
| 2016 | Hairspray                          | Corny Collins    |           |
| 2017 | Thirteen                           | Evan Goldmann    |           |
| 2017 | A Família Addams (musical)         | Tio Fester       |           |
| 2017 | Peter Pan (musical)                | Peter Pan        |           |
| 2018 | O Pequeno Príncipe                 | Pequeno Príncipe | Musical   |
| 2019 | Peter Pan (musical)                | Peter Pan        | Reestreia |
| 2019 | Natal Mágico                       | Doende TITI      | Musical   |

## Livros
| Ano  | Título                                | Editora       |
| ---- | ------------------------------------- | ------------- |
| 2017 | Os Invisíveis e o Amuleto da Serpente | Outro Planeta |

## Prêmios e Indicações
| Ano  | Prêmio                  | Categoria                | Trabalho                       | Resultado |
| ---- | ----------------------- | ------------------------ | ------------------------------ | --------- |
| 2014 | Troféu Internet         | Melhor Programa Infantil | Bom Dia & Cia e Sábado Animado | Venceu    |
| 2020 | Matheus "brutt" Queiroz | Jovem do Ano             | Relacionado a Games            | Venceu    |